# Aloe leandrii
Aloe leandrii é uma espécie de liliopsida do gênero Aloe, pertencente à família Asphodelaceae.